# Чемпионат СССР по классической борьбе 1978
47-й Чемпионат СССР по классической борьбе проходил в Запорожье с 8 по 11 июня 1978 года. В соревнованиях участвовали 258 борцов.

## Медалисты
| Весовая категория   | Золото                                             | Серебро                                        | Бронза                                                |
| ------------------- | -------------------------------------------------- | ---------------------------------------------- | ----------------------------------------------------- |
| Наилегчайший вес    | Василий Аникин Вооружённые Силы (Ташкент)          | Жаксылык Ушкемпиров «Кайрат» (Алма-Ата)        | Анатолий Бозин «Урожай» (Казань)                      |
| Легчайший вес       | Роберт Нерсесян «Севан» (Ереван)                   | Камиль Фаткулин «Буревестник» (Ташкент)        | Рустем Арсланов Вооружённые Силы (Московская область) |
| Полулёгкий вес      | Шамиль Сериков «Динамо» (Алма-Ата)                 | Владимир Каратаев «Спартак» (Тернополь)        | Виталий Константинов «Динамо» (Ульяновск)             |
| Лёгкий вес          | Борис Крамаренко Вооружённые Силы (Ростов-на-Дону) | Нельсон Давидян «Динамо» (Киев)                | Юрий Корчагин Вооружённые Силы (Ярославль)            |
| 1-й полусредний вес | Владимир Галкин «Динамо» (Киров)                   | А. Карлов «Колос» (Киев)                       | Александр Алиев Вооружённые Силы (Москва)             |
| 2-й полусредний вес | Вячеслав Мкртычев «Локомотив» (Москва)             | Анатолий Быков «Динамо» (Алма-Ата)             | Ариф Нифтулаев Вооружённые Силы (Москва)              |
| 1-й средний вес     | Аво Талпас «Калев» Кохтла-Ярве                     | М. Лежава Вооружённые Силы (Тбилиси)           | Иосиф Беришвили Вооружённые Силы (Тбилиси)            |
| 2-й средний вес     | Виктор Авдышев «Нефтчи» (Баку)                     | Юрий Григорьев «Буревестник» (Омск)            | Айрапет Минасян «Динамо» (Ереван)                     |
| Полутяжёлый вес     | Евгений Артюхин Вооружённые Силы (Москва)          | Валентинас Мизгайтис «Динамо» (Каунас)         | Дмитрий Задверняк «Колос» (Киев)                      |
| Тяжёлый вес         | Александр Колчинский Вооружённые Силы (Киев)       | Автандил Майсурадзе Вооружённые Силы (Тбилиси) | Шота Морчиладзе «Буревестник» (Тбилиси)               |